# Intranet
Mạng intranet là một mạng máy tính được sử dụng để chia sẻ thông tin, giao tiếp dễ dàng hơn, các công cụ hợp tác, hệ thống hoạt động và các dịch vụ máy tính khác trong tổ chức, thường không cho phép truy cập từ bên ngoài. Thuật ngữ này được sử dụng để phân biệt với các mạng công cộng như Internet, nhưng lại sử dụng công nghệ dựa trên bộ giao thức Internet.
Mạng intranet toàn tổ chức có thể trở thành trung tâm quan trọng của giao tiếp và hợp tác nội bộ, và cung cấp một điểm khởi đầu duy nhất để truy cập các nguồn lực nội bộ và bên ngoài. Trong dạng đơn giản nhất, mạng intranet được thiết lập với các công nghệ dành cho mạng LAN (local area network) và mạng WAN (wide area network). Nhiều mạng intranet hiện đại có các công cụ tìm kiếm, hồ sơ người dùng, blog, ứng dụng di động với thông báo và tổ chức sự kiện trong cơ sở hạ tầng của chúng.
Mạng intranet đôi khi được so sánh và phân biệt với mạng extranet. Trong khi mạng intranet thông thường chỉ dành cho nhân viên của tổ chức, mạng extranet có thể cũng được truy cập bởi khách hàng, nhà cung cấp hoặc các bên được chấp thuận khác. Mạng extranet mở rộng mạng riêng lên Internet với các điều khoản đặc biệt về xác thực, ủy quyền và tính toán (AAA protocol).

## Sử dụng
Mạng nội bộ cũng đang được sử dụng làm nền tảng thay đổi văn hóa doanh nghiệp. Ví dụ, số lượng lớn nhân viên thảo luận về các vấn đề chính trong ứng dụng diễn đàn mạng nội bộ có thể dẫn đến những ý tưởng mới trong quản lý, năng suất, chất lượng và các vấn đề khác của công ty.
Trong các mạng nội bộ lớn, lưu lượng truy cập trang web thường tương tự như lưu lượng truy cập trang web công cộng và có thể được hiểu rõ hơn bằng cách sử dụng phần mềm đo lường web để theo dõi hoạt động chung. Khảo sát người dùng cũng cải thiện hiệu quả trang web mạng nội bộ.
Các doanh nghiệp lớn hơn cho phép người dùng trong mạng nội bộ của họ truy cập internet công cộng thông qua các máy chủ tường lửa. Họ có khả năng sàng lọc các tin nhắn đến và đi, giữ an ninh nguyên vẹn. Khi một phần của mạng nội bộ được truy cập cho khách hàng và những người khác bên ngoài doanh nghiệp, nó sẽ trở thành một phần của extranet. Các doanh nghiệp có thể gửi tin nhắn riêng thông qua mạng công cộng, sử dụng mã hóa hoặc giải mã đặc biệt và các biện pháp bảo vệ an ninh khác để kết nối một phần của mạng nội bộ của họ với mạng khác.
Các nhóm kinh nghiệm, biên tập và công nghệ người dùng Intranet làm việc cùng nhau để tạo ra các trang web nội bộ. Thông thường nhất, mạng nội bộ được quản lý bởi các bộ phận truyền thông, nhân sự hoặc CEO của các tổ chức lớn hoặc một số kết hợp của các tổ chức này.
Do phạm vi và sự đa dạng của nội dung và số lượng giao diện hệ thống, mạng nội bộ của nhiều tổ chức phức tạp hơn nhiều so với các trang web công cộng tương ứng của họ. Mạng nội bộ và việc sử dụng chúng đang phát triển nhanh chóng. Theo thiết kế Intranet hàng năm từ Tập đoàn Nielsen Norman, số lượng trang trên mạng nội bộ của người tham gia trung bình 200.000 trong những năm 2001 đến 2003 và đã tăng lên trung bình 6 triệu trang trong năm 2005-2007

## Đặc điểm có ích
1. Năng suất lao động: Mạng nội bộ có thể giúp người dùng định vị và xem thông tin nhanh hơn và sử dụng các ứng dụng liên quan đến vai trò và trách nhiệm của họ. Với sự trợ giúp của giao diện trình duyệt web, người dùng có thể truy cập dữ liệu được giữ trong bất kỳ cơ sở dữ liệu nào mà tổ chức muốn cung cấp, bất cứ lúc nào và - tuân theo các quy định bảo mật - từ mọi nơi trong máy trạm của công ty, tăng khả năng nhân viên thực hiện công việc nhanh hơn, nhiều hơn chính xác, và với sự tự tin rằng họ có thông tin đúng. Nó cũng giúp cải thiện các dịch vụ cung cấp cho người dùng.

1. Thời gian: Mạng nội bộ cho phép các tổ chức phân phối thông tin cho nhân viên trên cơ sở khi cần thiết; Nhân viên có thể liên kết với thông tin liên quan một cách thuận tiện, thay vì bị phân tâm một cách bừa bãi qua email.

1. Truyền thông: Mạng nội bộ có thể đóng vai trò là công cụ mạnh mẽ để liên lạc trong một tổ chức, các sáng kiến chiến lược theo chiều dọc có phạm vi toàn cầu trong toàn tổ chức. Loại thông tin có thể dễ dàng truyền đạt là mục đích của sáng kiến và mục đích của sáng kiến nhằm đạt được, ai đang thúc đẩy sáng kiến, kết quả đạt được cho đến nay và ai sẽ nói để biết thêm thông tin. Bằng cách cung cấp thông tin này trên mạng nội bộ, nhân viên có cơ hội cập nhật thông tin chiến lược của tổ chức. Một số ví dụ về giao tiếp sẽ là trò chuyện, email và/hoặc blog. Một ví dụ thực tế tuyệt vời về nơi mạng nội bộ đã giúp một công ty là khi Nestle có một số nhà máy chế biến thực phẩm ở Scandinavia. Hệ thống trung tâm hỗ trợ của họ đã phải thực hiện một số truy vấn mỗi ngày.

Khi Nestle quyết định đầu tư vào mạng nội bộ, họ đã nhanh chóng nhận ra khoản tiền tiết kiệm cho việc lắp mạng nội bộ là rất lớn. McGocate nói rằng khoản tiết kiệm từ việc giảm các cuộc gọi truy vấn lớn hơn đáng kể so với khoản đầu tư vào mạng nội bộ.
Xuất bản web cho phép kiến thức doanh nghiệp cồng kềnh được duy trì và dễ dàng truy cập trong toàn công ty bằng cách sử dụng công nghệ hypermedia và Web.Ví dụ bao gồm: hướng dẫn cho nhân viên, tài liệu lợi ích, chính sách của công ty, tiêu chuẩn kinh doanh, nguồn cấp tin tức và thậm chí đào tạo, có thể được truy cập bằng các tiêu chuẩn Internet phổ biến (tệp Acrobat, tệp Flash, ứng dụng CGI). Vì mỗi đơn vị kinh doanh có thể cập nhật bản sao trực tuyến của tài liệu, phiên bản mới nhất thường có sẵn cho nhân viên sử dụng mạng nội bộ.
1. Hoạt động và quản lý kinh doanh: Mạng nội bộ cũng đang được sử dụng như một nền tảng để phát triển và triển khai các ứng dụng để hỗ trợ các hoạt động và quyết định kinh doanh trên toàn doanh nghiệp liên kết.

1. Hiệu quả về chi phí: Người dùng có thể xem thông tin và dữ liệu qua trình duyệt web thay vì duy trì các tài liệu vật lý như hướng dẫn thủ tục, danh sách điện thoại nội bộ và biểu mẫu trưng dụng. Điều này có khả năng tiết kiệm tiền kinh doanh cho việc in ấn, sao chép tài liệu và môi trường cũng như chi phí bảo trì tài liệu. Ví dụ, công ty HRM PeopleSoft "tiết kiệm đáng kể chi phí bằng cách chuyển các quy trình nhân sự sang mạng nội bộ".

McGocate tiếp tục nói rằng chi phí thủ công để ghi danh vào các lợi ích đã được tìm thấy là 109,48 USD mỗi lần đăng ký. "Chuyển quá trình này sang mạng nội bộ đã giảm chi phí cho mỗi lần đăng ký xuống còn 21,79 đô la; tiết kiệm 80%". Một công ty khác đã tiết kiệm tiền cho các báo cáo chi phí là Cisco. "Năm 1996, Cisco đã xử lý 54.000 báo cáo và số tiền được xử lý là 19 triệu USD".
1. Tăng cường hợp tác: Thông tin có thể dễ dàng truy cập bởi tất cả người dùng được ủy quyền, cho phép làm việc theo nhóm.

```
Có thể giao tiếp trong thời gian thực thông qua các công cụ của bên thứ ba tích hợp, chẳng hạn như tin nhắn tức thời, thúc đẩy việc chia sẻ ý tưởng và loại bỏ tắc nghẽn trong giao tiếp để giúp tăng năng suất của doanh nghiệp
```

1. Khả năng đa nền tảng: Các trình duyệt web tuân thủ tiêu chuẩn có sẵn cho Windows, Mac và UNIX.
2. Được xây dựng cho một đối tượng: Nhiều công ty đưa ra các thông số kỹ thuật máy tính, do đó, có thể cho phép các nhà phát triển Intranet viết các ứng dụng chỉ phải hoạt động trên một trình duyệt (không có vấn đề tương thích giữa các trình duyệt). Có thể giải quyết cụ thể "người xem" của bạn là một lợi thế lớn. Vì Mạng nội bộ là dành riêng cho người dùng (yêu cầu xác thực cơ sở dữ liệu / mạng trước khi truy cập), bạn biết chính xác người bạn đang can thiệp và có thể cá nhân hóa Mạng nội bộ của bạn dựa trên vai trò (chức danh, bộ phận) hoặc cá nhân ("Xin chúc mừng Jane,bạn đã được vào công ty chúng tôi! ").

1. Quảng bá văn hóa doanh nghiệp chung: Mọi người dùng đều có khả năng xem cùng một thông tin trong Intranet.
2. Cập nhật ngay lập tức: Khi giao dịch với công chúng ở bất kỳ khả năng nào, luật pháp, thông số kỹ thuật và thông số có thể thay đổi. Mạng nội bộ cho phép cung cấp cho khán giả của bạn các thay đổi "trực tiếp" để chúng được cập nhật, điều này có thể hạn chế trách nhiệm của công ty.

Hỗ trợ kiến trúc điện toán kiểu phân tán: Mạng nội bộ cũng có thể được liên kết với hệ thống thông tin quản lý của công ty, ví dụ như hệ thống đồng hồ.